# Ismet Dedić
Ismet Dedić, bosanskohercegovski publicist in ekonomist, * 20. februar 1933, Gornji Vakuf, Bosna in Hercegovina, † 23. oktober 2020.
Šolal se je v Travniku in Banja Luki, ter v Subotici. V Subotici je končal Ekonomsko fakulteto. Po končanem študiju je odšel v Bugojno, kjer je živel do smrti.
V sarajevskih, zagrebških in beograjskih časopisih je objavljal strokovno literaturo s področja ekonomije, kasneje se je lotil pisanja s področja ekologije in kmetijstva. V strokovno popularni reviji je objavljal priloge o ekologiji, "Fondeko svijet", ter v "Preporodu", islamsko informativnem časopisu.
Leta 2006 je objavil monografijo o Gornjem Vakufu, v katerem je združil zgodovino, književnost , običaje in življenje v svojem rodnem mestu.

## Biografija
- "Priručnik za proizvodnju krompira", Bugojno, 1995.
- "Čitanka o kupusu", Bugojno, 1997.
- "Sanjajući zavičaj", Bugojno, 2006.
- "Pružite ruku prirodi", Bugojno, 2012.